# Старый Нижборок
Старый Нижборок (укр. Старий Нижбірок) — село в Васильковецкой сельской общине Чортковского района Тернопольской области Украины.
До 2020 года входило в Гусятинский район.
Код КОАТУУ — 6121687301. Население по переписи 2001 года составляло 990 человек.

## Географическое положение
Село Старый Нижборок находится на берегу реки Тайна,
выше по течению на расстоянии в 0,5 км расположено село Целиев,
ниже по течению на расстоянии в 4,5 км расположено село Самолусковцы.
На расстоянии в 0,5 км расположено село Нижборок.

## История
- 1554 год — дата основания.

## Объекты социальной сферы
- Школа I—II ст.
- Клуб.
- Фельдшерско-акушерский пункт.

## Достопримечательности
- Братская могила советских воинов.